# FK Slovan Duslo Šaľa
Der FK Slovan Duslo Šaľa ist ein slowakischer Fußballverein aus der westslowakischen Stadt Šaľa.

## Geschichte
Šaľská robotnícká telovýchovná jednota wurde im Jahr 1921 gegründet. Duslo ist der Namensgeber und die örtliche Chemiefabrik, die Anfang der 1960er Jahre aufgebaut wurde (Der Grundstein wurde am 1. September 1958 gelegt). Die Frauen von Slovan Duslo Šaľa sind viermaliger Slowakischer Meister. In der Saison 2011/2012 ist die Mannschaft in die slowakische 2. Liga aufgestiegen, sie war erst in der Vorsaison abgestiegen. In der Saison 2011/12 hat Slovan bei den Juniorinnen auch einen slowakischen Meistertitel geholt.

## Trainer
- Jozef Adamec (1980–1981)